# Julien Perrichon
Pour les articles homonymes, voir Perrichon.
Julien Perrichon est un luthiste et compositeur français né le 6 novembre 1566 à Paris et mort probablement dans la même ville vers 1600.

## Biographie
Julien (ou Jean) Perrichon est né à Paris le 6 novembre 1566. Il est le fils de Jehan Perrichon, violoniste et hautboïste du roi,.
Il étudie le luth sans doute auprès de Vaumesnil, valet de chambre et luthiste du roi de 1560 à 1574, et poursuit sa formation d'instrumentiste : il est mentionné dans les registres de la cour de 1576 à 1578 comme élève de luth en tant que « jeune Perrichon »,.
En 1595, Julien Perrichon est valet de chambre et luthiste du roi Henri IV,.
Comme compositeur, on trouve plusieurs de ses œuvres dispersées dans divers recueils : gaillarde sur une volte dans Le Trésor d'Orphée d'Antoine Francisque (1600 ; transcrit par Henri Quittard, Paris, 1908), 4 gaillardes, 3 courantes et une volte dans le Thesaurus harmonicus de Jean-Baptiste Besard (1603), une courante dans Varieties of Lute-Lessons de Robert Dowland (1610 ; transcrit par E. Hunt, Londres, 1956), 3 courantes à 4 et 5 parties dans Terpsichore musarum de Michael Prætorius (1612 ; transcription par G. Oberst in Musik-Werke von M. Praetorius, vol. XV), la Nonette dans Testudo gallo-germanica de Georg Leopold Fuhrmann (de) (1615) et 5 préludes, 3 courantes et une volte dans le Lord Herbert of Cherbury's Lute Book (manuscrit, Cambridge, Fitzwilliam Museum).
Comme interprète, Perrichon est particulièrement reconnu, décrit par Praetorius en tant qu'excellent maître, cité par Marin Mersenne en 1636 parmi une demi-douzaine de grands maîtres de la génération précédente et encore mentionné dans le livre de luth de Mary Burwell en 1652.
Selon Francisque, il était mort en 1600.